# تان تونغ هاي
تان سري محمد طاهر تان تونغ هاي، المعروف أيضًا باسم ته تان (بالصينية المبسطة: 陈东海؛ بالصينية التقليدية: 陳東海؛ Pe̍h-ōe-jī: Tân Tong-hái) (31 أكتوبر 1914 - 3 نوفمبر 1985)، كان صحفي وسياسي سنغافوري، وأمينًا لجمعية الملايو الصينية (MCA) وأول أمين عام فخري لحزب التحالف في مالايا. وهو أحد الرجال الثلاثة الرئيسين (الآخرون هم تونكو عبد الرحمن وتون عبد الرزاق) الذين شاركوا في وفد تحالف المنظمة الوطنية الملايوية المتحدة إلى لندن في عام 1954 للمطالبة بأغلبية منتخبة فعالة في المجلس التشريعي الفيدرالي لمالايا.